# Sotirios Papagiannopoulos
Sotirios Papagiannopoulos (grekiska: Σωτήριος Παπαγιαννόπουλος), född 5 september 1990 i Solna, är en svensk fotbollsspelare som spelar för AIK i Allsvenskan.
Papagiannopoulos föddes i Solna och började spela för det lokala laget AIK som nioåring. Han lämnade modderklubben år 2008 för spel i Väsby United och Akropolis. Efter tre säsonger i Assyriska lämnade han Sverige för en kort sejour i grekiska PAOK år 2015. Väl tillbaka i Sverige samma år skrev Papagiannopoulos på för Östersunds FK där det kom att bli stor succé med bland annat vinst i Svenska cupen 2016/17 och en kvartsfinal i Europa League 2017/18. I maj 2018 värvades Papagiannopoulos av FC Köpenhamn. I den danska klubben blev han ligamästare 2018/19. I augusti 2020 vände Papagiannopoulos hemåt då han värvades av moderklubben AIK.

## Klubblagskarriär

### AIK
Papagiannopoulos moderklubb är AIK. Han spelade totalt sex träningsmatcher för klubben.

### Väsby United
Säsongerna 2008–2010 var han utlånad till Väsby United. Under säsongen 2008 blev det endast ett inhopp för Papagiannopoulos. Totalt spelade han 28 matcher i Superettan för Väsby. 

### Akropolis IF
Inför säsongen 2011 skrev han på för Akropolis IF. Totalt spelade han 24 matcher och gjorde fem mål för Akropolis. Han var även lagkapten under sin tid i klubben.

### Assyriska FF
I december 2011 skrev han på ett treårskontrakt med Assyriska FF.

### PAOK
I december 2014 skrev Papagiannopoulos på ett treårskontrakt för grekiska PAOK.

### Östersunds FK
I augusti 2015 återvände Papagiannopoulos till Sverige för spel i Östersunds FK.

### FC Köpenhamn
Den 26 maj 2018 skrev Papagiannopoulos på ett fyraårskontrakt med FC Köpenhamn. Han debuterade i Superligaen den 16 juli 2018 i en 2–1-förlust mot AC Horsens.

### AIK
Den 19 augusti 2020 skrev Papagiannopoulos på för AIK, efter att klubben köpt loss honom från FC Köpenhamn. Kontraktet löper till och med den 31 december 2023.
Debuten för AIK kom den 23 augusti 2020 när AIK tog emot Helsingborgs IF på Friends Arena. AIK vann sedan matchen med 2–0.
Den 24 april 2024 gjorde Papagiannopoulos sina 100:e ligamatch för AIK, då laget vann över IFK Värnamo med 2–0.

## Landslagskarriär
I december 2017 blev Papagiannopoulos uttagen till svenska herrlandslagets januariturné i Abu Dhabi. I de två träningsmatcherna fick han göra ett inhopp och en match från start.